# Danger Point (Großbritannien)
Danger Point ist ein Küstenvorsprung am Ärmelkanal in der Nähe des Badeortes Budleigh Salterton in der Grafschaft Devon im Süden Englands.

## Lage
Danger Point befindet sich circa achtzehn Kilometer südöstlich der Stadt Exeter, entlang der Küstenlinie in etwa auf halbem Weg zwischen Exmouth und Sidmouth. Nur wenige hundert Meter westlich von Danger Point liegt die Mündung des Flusses Otter, von wo aus sich der Strand von Budleigh Salterton bis zu der kleinen Bucht Littleham Cove erstreckt.

## Jurassic Coast
Die Steilküste des Ärmelkanals von East Devon und Dorset gehört zu den Naturwundern der Welt. Von Orcombe Point bei Exmouth bis zu Old Harry Rocks bei Studland Bay reicht ein 155 Kilometer langer Küstenstreifen, der als erste Naturlandschaft in England von der UNESCO zum Weltnaturerbe erklärt wurde. Die Felswand von Danger Point ist Teil dieser sogenannten Jurassic Coast.
Die Gesteinsschichten der Jurassic Coast sind leicht nach Osten verkippt. Die geologisch ältesten Gesteine befinden sich daher im westlichsten Abschnitt dieses Küstengeotops. Nach Osten hin nimmt das mittlere Alter der Gesteine sukzessive ab. Die natürlichen Aufschlüsse entlang der Küste bilden eine weitgehend kontinuierliche Abfolge, die von Ablagerungen der Trias, über die des Jura bis hin zu jenen der Kreidezeit reicht und einen erdgeschichtlichen Zeitraum von insgesamt etwa 185 Millionen Jahren repräsentiert. Der Ablagerungsraum, der die Sedimentserien der Jurassic Coast seinerzeit aufnahm, ist das sogenannte Wessex Becken.

## Geologische Details
Danger Point befindet sich noch relativ weit im Westen der Jurassic Coast und daher gehören die dort anstehenden Gesteine zu den älteren Ablagerungen dieser Kliffküste. Es handelt sich um rote Sandsteine aus der Trias, die lithostratigraphisch als Otter Sandstone Formation (in etwa übersetzbar mit Otter-Sandstein-Formation) bezeichnet werden. Der Otter-Sandstein wurde durch Flüsse in einer Tiefebene mit warmem, trockenem Klima abgelagert. Fossilien, die im Otter-Sandstein gefunden wurden, zeigen, dass an den Ufern dieser Flüsse Pflanzen wuchsen und große Reptilien lebten.
Das Kliff von Danger Point ist Teil des Typus-Profils des Otter-Sandsteins.